# Kärcher
Alfred Kärcher GmbH & Co. KG és un fabricant alemany de sistemes de neteja, popular per les seves netejadores a pressió. L'empresa està controlada per la família Kärcher i té la seu a Winnenden, prop de Stuttgart. Està representada en 160 països i té 38 filials en tot el món, que venen equipament comercial per a la neteja així com equipament per al consumidor privat. La filial espanyola de Kärcher té la seu a Granollers, al Vallès Oriental. En alguns països com Alemanya, Regne Unit, França, Polònia o Mèxic, Kärcher és també un terme d'ús col·loquial emprat com a sinònim de sistemes de neteja que utilitzen aigua a alta pressió. Kärcher també utilitza la seva experiència per a diversos projectes de restauració de monuments culturals, com la Porta de Brandenburg de Berlín (Alemanya), o el Mont Rushmore (Estats Units).
L'inventor Alfred Kärcher, originari de Baden-Württemberg, funda la companyia el 1935. Inicialment, Kärcher es va especialitzar en el disseny d'elements de calefacció industrial submergibles, com per exemple fusionadores de sal que s'escalfaven amb escalfadors d'immersió. Després d'un gran nombre d'experiments, van produir un forn de calcinació per aliatges.